# إيفلين أندرسن

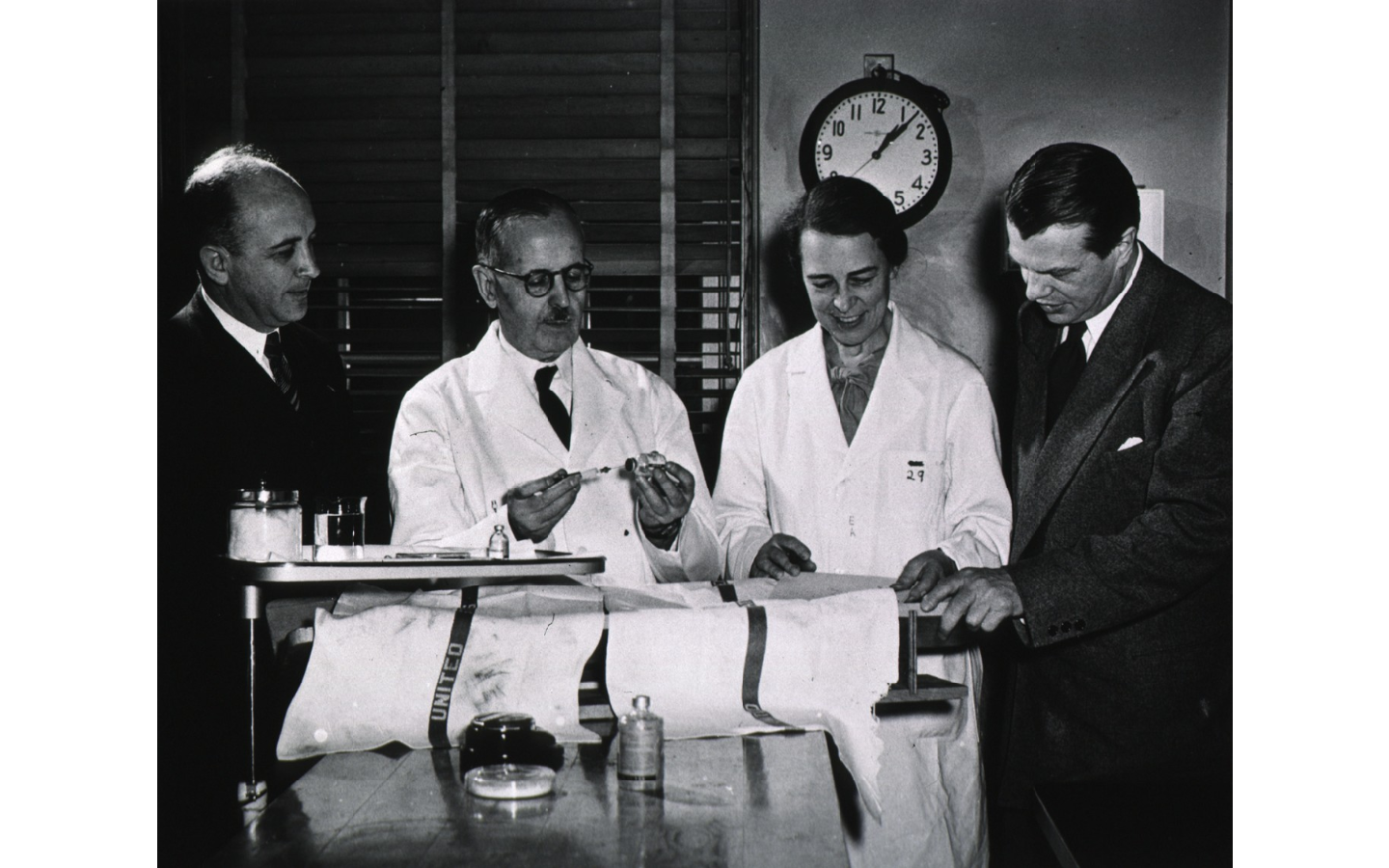
إيفلين أندرسون مع وليام، برناردو هوساي وفلويد

إيفلين م. أندرسون (بالإنجليزية: Evelyn M. Anderson)‏ (20 مارس 1899 - 8 يونيو 1985) عالمة أمريكية متخصصة في علم وظائف الأعضاء وعلم الكيمياء الحيوية، اشتهرت بالاشتراك في اكتشاف الهرمون الموجه لقشر الكظر (هرمون الغدة الدرقية الكظرية أو ACTH) في عام 1934.

## حياتها
ولدت إيفلين أندرسون في ويلمر (مينيسوتا). حضرت كلية كارلتون في نورثفيلد (مينيسوتا) حيث حصلت على البكالوريوس. في عام 1928، حصلت على درجة الدكتوراه من جامعة كاليفورنيا (بركلي). خلال فترة عملها في بيركلي، توجت أبحاثها في ورقتين حول فيتامين ألف والتغذية في الكيمياء الحيوية من جامعة مونتريال في عام 1934. أثناء العمل على أطروحتها، شاركت أندرسون في اكتشاف ACTH مع جيمس بيرترام كوليب وديفيد لاندسبوروغ طومسون. في ورقة نشرت في عام 1933، شرحت وظيفتها في الجسم. في عام 1935 نشرت ورقة أخرى مع كوليب على اكتشاف هرمون مضاد للغدة الدرقية الذي ساهم بشكل كبير في المعرفة العامة وفهم الأدوية المضادة للهرمونات.

## عملها
عادت إلى جامعة كاليفورنيا في بيركلي للتعليم وأصبحت أستاذا مساعدا للطب في عام 1946، مع مواصلة أبحاثها حول الأمراض المرتبطة بالهرمونات. اكتشفت ايفلين مع ويب إي هايماكر أن مرض كوشينغ سببه فرط وظيفة القشرة الكظرية. وعملت أندرسون أيضا مع جوزيف أبراهام لونغ، أستاذ علم الأجنة، لتطوير جهاز لدراسة إفرازات الإنسولين من البنكرياس في نموذج الفئران. وقد اُستخدم هذا النموذج لاحقا مع مقايسة مناعية للأنسولين البشري. في عام 1946، حصلت أندرسون على جائزة من مؤسسة جون سيمون غوجنهايم التذكارية للعمل مع فيليب بارد، أستاذ ومدير قسم علم وظائف الأعضاء في جامعة جونز هوبكينز.

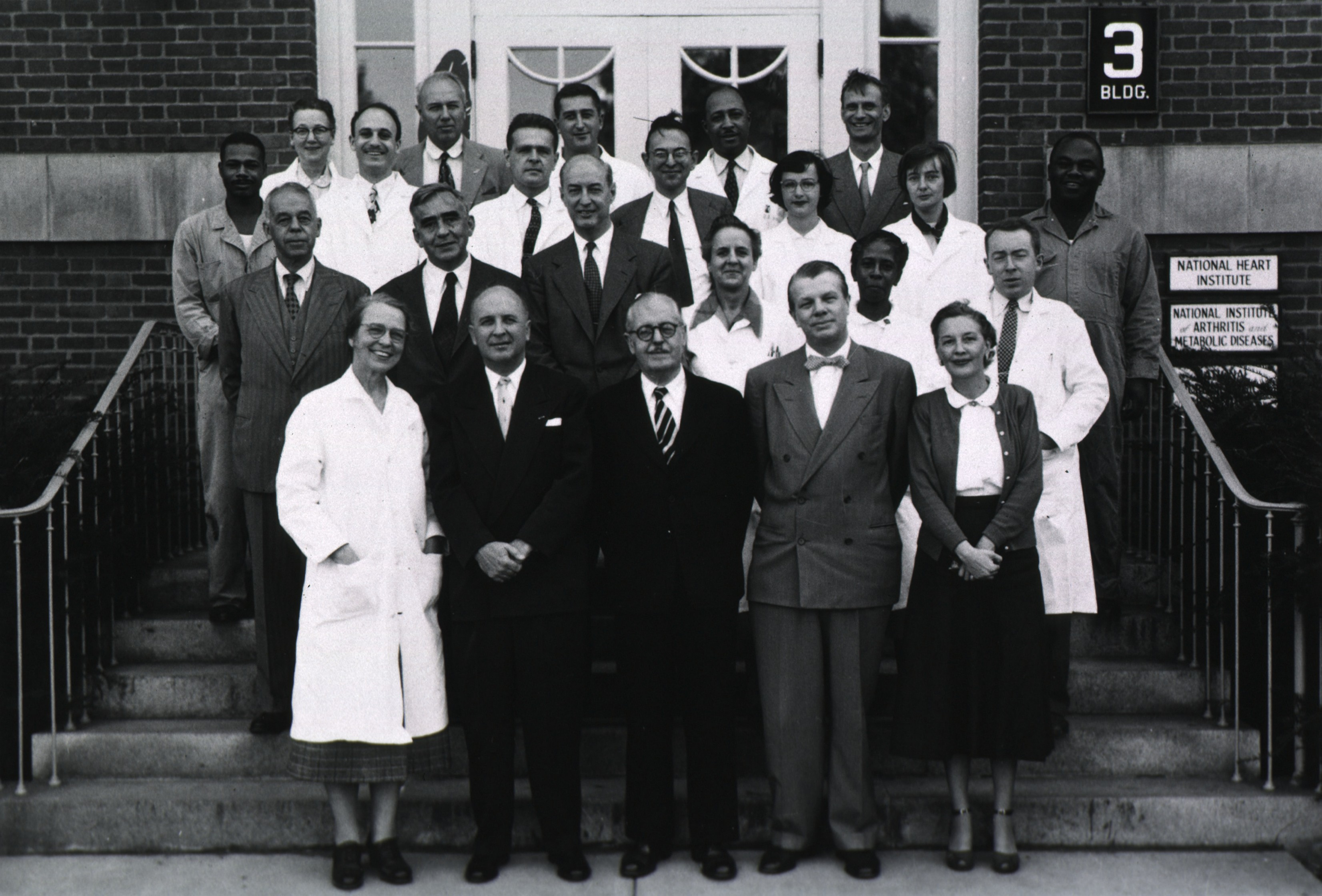
إيفلين اندرسون وقسم الغدد الصماء في المعاهد الوطنية للصحة

انتقلت أندرسن إلى المعهد الوطني لأمراض التهاب المفاصل والأيض (NIAMD) في معاهد الصحة الوطنية الأمريكية حيث أصبحت رئيسة إفراز الغدد الصماء (1947-1962). وكانت نائبة الرئيس ورئيس برنامج جمعية الغدد الصماء (1951-1952). أصبحت أندرسون أستاذا زائرا لعلم وظائف الأعضاء في جامعة هوارد في عام 1955، حيث ركزت أبحاثها على تنظيم طرد الأيض. في عام 1962 عادت إلى كاليفورنيا حيث أصبحت رئيسة لعلم الغدد الصماء العصبية في مركز أميس للأبحاث التابع لوكالة ناسا (1962-1969). من هذا المنصب تقاعدت في عام 1969. خلال حياتها المهنية، نشرت أكثر من مائة ورقة بحثية.

## حياتها الشخصية
تزوجت في عام 1936 إلى طبيب الأعصاب الشهير ويب إدوارد هايماكرعام (1902- 1984) و كان لديها ثلاثة أطفال وثمانية أحفاد.

## جوائز وتكريم
- جائزة مؤسسة جون سيمون غوجنهايم التذكارية (1946)[10]
- دكتوراه فخرية من كلية كارلتون (1954)
- دكتوراه فخرية من كلية الطب النسائية في ولاية بنسلفانيا (1961)
- جائزة المرأة الفيدرالية المتلقية (1964)[11]